# Юнацький чемпіонат Європи з футболу (U-19) 2019
Чемпіонат Європи з футболу 2019 серед юнаків до 19 років — 18-й розіграш чемпіонату Європи з футболу серед юнаків до 19 років і 68-й, якщо враховувати всі юнацькі чемпіонати. Чемпіонат відбувся у Вірменії з 14 по 27 липня 2019 року.
В цьому турнірі мають право брати участь гравці, що народилися після 1 січня 2000 року.

## Кваліфікація
Відбірковий турнір до фінальної частини Чемпіонату Європи з футболу 2019 складався з двох раундів:
- Кваліфікаційний раунд: 10 жовтня — 20 листопада 2018 року
- Елітний раунд: 20 березня — 26 березня 2019 року

У кваліфікаційному раунді брали участь 53 команди (Вірменія автоматично потрапила до фінальної частини на правах господаря турніру, Німеччина та Португалія автоматично пройшли в елітний раунд як команди з найвищим коефіцієнтом), які були поділені на 13 груп по 4 команди. В елітний раунд вийшли переможці груп, команди, що зайняли другі місця, і одна найкраща команда серед тих, що посіли треті місця.
В елітному раунді взяли участь 28 команд, які були поділені на 7 груп по 4 команди. Переможці груп вийшли у фінальну частину.

## Збірні, що кваліфікувались на чемпіонат Європи
| Країни     | Кваліфікація       | Попередні турніри                                                     |
| ---------- | ------------------ | --------------------------------------------------------------------- |
| Вірменія   | Господарі          | 1 (2005)                                                              |
| Ірландія   | Переможець Групи 1 | 2 (2002, 2011)                                                        |
| Чехія      | Переможець Групи 2 | 6 (2002, 2003, 2006, 2008, 2011, 2017)                                |
| Норвегія   | Переможець Групи 3 | 4 (2002, 2003, 2005, 2018)                                            |
| Іспанія    | Переможець Групи 4 | 11 (2002, 2004, 2006, 2007, 2008, 2009, 2010, 2011, 2012, 2013, 2015) |
| Франція    | Переможець Групи 5 | 10 (2003, 2005, 2007, 2009, 2010, 2012, 2013, 2015, 2016, 2018)       |
| Португалія | Переможець Групи 6 | 10 (2003, 2006, 2007, 2010, 2012, 2013, 2014, 2016, 2017, 2018)       |
| Італія     | Переможець Групи 7 | 6 (2003, 2004, 2008, 2010, 2016, 2018)                                |

1 Жирним виділено чемпіонські роки. Курсивом перемоги на домашніх чемпіонатах.

## Місця проведення
Турнір пройде в столиці Вірменії Єревані.
 Вірменія
| Єреван                                           | Єреван           | Єреван                      |
| ------------------------------------------------ | ---------------- | --------------------------- |
| Республіканський стадіон імені Вазгена Саркісяна | Бананц           | Стадіон Футбольної Академії |
|                                                  |                  |                             |
| Місткість: 14,403                                | Місткість: 4,860 | Місткість: 1,428            |

## Груповий етап

### Група A
| Поз | Команда      | І | В | Н | П | ГЗ | ГП | РГ  | О | Кваліфікація |
| --- | ------------ | - | - | - | - | -- | -- | --- | - | ------------ |
| 1   | Португалія   | 3 | 2 | 1 | 0 | 8  | 1  | +7  | 7 | Плей-оф      |
| 2   | Іспанія      | 3 | 2 | 1 | 0 | 7  | 3  | +4  | 7 | Плей-оф      |
| 3   | Італія       | 3 | 1 | 0 | 2 | 5  | 5  | 0   | 3 |              |
| 4   | Вірменія (H) | 3 | 0 | 0 | 3 | 1  | 12 | −11 | 0 |              |

| 14 липня 2019 18:45 |

| Вірменія      | 1–4      | Іспанія                                           |
| ------------- | -------- | ------------------------------------------------- |
| Єгіазарян 51' | Протокол | Ореллана 33' Міранда 58' Маркес 64' Мольєхо 90+7' |

| Республіканський стадіон імені Вазгена Саркісяна, Єреван Глядачів: 10,200 Арбітр: Крісто Тогвер (Естонія) |

| 14 липня 2019 21:00 |

| Італія | 0–3      | Португалія                       |
| ------ | -------- | -------------------------------- |
|        | Протокол | Кардозу 28' Рамус 46' Коррея 51' |

| Бананц, Єреван Глядачів: 3,700 Арбітр: Сергій Іванов (Росія) |

| 17 липня 2019 18:45 |

| Португалія | 1–1      | Іспанія     |
| ---------- | -------- | ----------- |
| Вієйра 49' | Протокол | Міранда 41' |

| Бананц, Єреван Глядачів: 2,100 Арбітр: Анастасіос Папапетру (Греція) |

| 17 липня 2019 21:00 |

| Вірменія | 0–4      | Італія                                      |
| -------- | -------- | ------------------------------------------- |
|          | Протокол | Портанова 29', 56' Мерола 32' Распадорі 69' |

| Республіканський стадіон імені Вазгена Саркісяна, Єреван Глядачів: 8,780 Арбітр: Філіп Глова (Словаччина) |

| 20 липня 2019 21:00 |

| Португалія                                         | 4–0      | Вірменія |
| -------------------------------------------------- | -------- | -------- |
| Феррейра 34' (пен.) Жуан Маріу 50' Говейя 67', 88' | Протокол |          |

| Республіканський стадіон імені Вазгена Саркісяна, Єреван Глядачів: 5,750 Арбітр: Никола Дабанович (Чорногорія) |

| 20 липня 2019 21:00 |

| Іспанія                          | 2–1      | Італія     |
| -------------------------------- | -------- | ---------- |
| Гавіолі 61' (аг) Руїс 68' (пен.) | Протокол | Мерола 36' |

| Стадіон Футбольної Академії, Єреван Глядачів: 1,300 Арбітр: Ірфан Пельто (Боснія і Герцеговина) |

### Група В
| Поз | Команда  | І | В | Н | П | ГЗ | ГП | РГ | О | Кваліфікація |
| --- | -------- | - | - | - | - | -- | -- | -- | - | ------------ |
| 1   | Франція  | 3 | 3 | 0 | 0 | 5  | 0  | +5 | 9 | Плей-оф      |
| 2   | Ірландія | 3 | 1 | 1 | 1 | 3  | 3  | 0  | 4 | Плей-оф      |
| 3   | Норвегія | 3 | 0 | 2 | 1 | 1  | 2  | −1 | 2 |              |
| 4   | Чехія    | 3 | 0 | 1 | 2 | 1  | 5  | −4 | 1 |              |

| 15 липня 2019 18:45 |

| Норвегія   | 1–1      | Ірландія |
| ---------- | -------- | -------- |
| Ботгейм 8' | Протокол | Годж 81' |

| Стадіон Футбольної Академії, Єреван Глядачів: 1,100 Арбітр: Никола Дабанович (Чорногорія) |

| 15 липня 2019 21:00 |

| Чехія | 0–3      | Франція                                      |
| ----- | -------- | -------------------------------------------- |
|       | Протокол | Фліпс 41' (пен.) Гайденрайх 48' (аг) Абі 52' |

| Республіканський стадіон імені Вазгена Саркісяна, Єреван Глядачів: 2,000 Арбітр: Ірфан Пельто (Боснія і Герцеговина) |

| 18 липня 2019 18:45 |

| Чехія | 0–0      | Норвегія |
| ----- | -------- | -------- |
|       | Протокол |          |

| Стадіон Футбольної Академії, Єреван Арбітр: Сергій Іванов (Росія) |

| 18 липня 2019 21:00 |

| Ірландія | 0–1      | Франція    |
| -------- | -------- | ---------- |
|          | Протокол | Ізідор 83' |

| Бананц, Єреван Арбітр: Крісто Тогвер (Естонія) |

| 21 липня 2019 21:00 |

| Ірландія              | 2–1      | Чехія     |
| --------------------- | -------- | --------- |
| Афолабі 35' Коффі 81' | Протокол | Кушей 79' |

| Стадіон Футбольної Академії, Єреван Арбітр: Анастасіос Папапетру (Греція) |

| 21 липня 2019 21:00 |

| Франція   | 1–0      | Норвегія |
| --------- | -------- | -------- |
| Нгуму 62' | Протокол |          |

| Бананц, Єреван Арбітр: Філіп Глова (Словаччина) |

## Плей-оф
|  | Півфінали                           | Півфінали |                                     |       | Фінал | Фінал |
|  |                                     |           |                                     |       |       |       |
|  | 24 липня – Бананц                   |           |                                     |       |       |       |
|  |                                     |           |                                     |       |       |       |
|  | Португалія                          | 4         |                                     |       |       |       |
|  | Португалія                          | 4         | 27 липня – Республіканський стадіон |       |       |       |
|  | Ірландія                            | 0         |                                     |       |       |       |
|  | Ірландія                            | 0         | Португалія                          | 0     |       |       |
|  | 24 липня – Республіканський стадіон |           | Португалія                          | 0     |       |       |
|  |                                     | Іспанія   | 2                                   |       |       |       |
|  | Франція                             | Іспанія   | 2                                   | 0 (3) |       |       |
|  | Франція                             |           |                                     | 0 (3) |       |       |
|  | Іспанія                             | 0 (4)     |                                     |       |       |       |
|  | Іспанія                             | 0 (4)     |                                     |       |       |       |

### Півфінали
| 24 липня 2019 18:00 |

| Португалія                                  | 4–0      | Ірландія |
| ------------------------------------------- | -------- | -------- |
| Феррейра 31' (пен.) Рамус 45+2', 59', 90+6' | Протокол |          |

| Бананц, Єреван Глядачів: 4,350 Арбітр: Крісто Тогвер (Естонія) |

| 24 липня 2019 21:00 |

| Франція | 0–0 (дч) | Іспанія |
| ------- | -------- | ------- |
|         | Протокол |         |

| Республіканський стадіон, Єреван Арбітр: Сергій Іванов (Росія) |

|                                              |       | Пенальті                                        |  |
| Беграуї · Ізідор · Какере · Ндіка · Марселін | 3 – 4 | Мольєхо · Маркес · Гільямон · Ореллана · Торрес |  |

### Фінал
| 27 липня 2019 20:30 |

| Португалія | 0–2      | Іспанія         |
| ---------- | -------- | --------------- |
|            | Протокол | Торрес 34', 51' |

| Республіканський стадіон, Єреван Глядачів: 7,150 Арбітр: Ірфан Пельто (Боснія і Герцеговина) |

| Чемпіон Європи 2019 |
| ------------------- |
| Іспанія 11-й титул  |